# Adam von Fulda
Adam von Fulda, né vers 1445 à Fulda et mort en 1505 à Wittemberg, est un compositeur et théoricien de la musique allemand. Par son style musical, il incarne la transition entre la fin du Moyen Âge et les débuts de la Renaissance en Saint-Empire.

## Parcours
Moine bénédictin, il quitte vers 1490 le monastère de Vornbach (Passau) pour se marier. Il devient, en 1492, musicien et historiographe à la cour de Saxe à Torgau et, en 1498, maître de chapelle. Il est immatriculé, dès 1502, comme professeur de musique à la récente Université de Wittenberg et appartient à un cercle d'humanistes à Erfurt. En 1503-1504, il écrit une chronique de Saxe (complétée par Johannes Trithemius, abbé de Würtburg).

## Œuvres
Plus encore que pour ses compositions (trois lieder profanes, deux antiennes, un Magnificat, sept hymnes et une messe), il est connu pour son important traité De musica (1490), utile pour comprendre la pratique musicale de son époque.

### Son traité musical
Le traité de musica est divisé en quatre livres qui traitent, dans l'ordre, de l'origine et des usages de la musique, de la théorie du plain-chant, de la mesure et de la notation du rythme et des proportions. Tout au long de ce travail, Adam von Fulda mélange les considérations pratiques avec la spéculation théorique. Bien que son traitement des questions techniques soit clair et succinct, il suscite également l'intérêt du lecteur avec des digressions polémiques et rhétoriques. Le contenu du traité n'en reste pas moins, pour l'essentiel, très pratique, notamment lorsqu'il aborde la manière de chanter le plain-chant ou encore l'utilisation de la main guidonienne, la gamme, la désignation des emplacements et la mutation hexacordes. Il évoque aussi le sujet des intervalles musicaux et présente les certaines règles principales de la composition.

## Discographie
- Messe - Motets - Lieder - Ensemble Stimmwerck (2007, Cavalli Records)